# Fundación OpenJS
La Fundación OpenJS es una organización sin fines de lucro dedicada a promover y apoyar el desarrollo colaborativo de tecnologías JavaScript y web. Su misión es proporcionar un hogar neutral y sostenible para proyectos de código abierto clave, asegurando su continuidad y crecimiento en el ecosistema digital.

## Historia
La Fundación OpenJS se estableció en 2019 como resultado de la fusión de la jQuery Foundation y la Node.js Foundation. Esta unión fue impulsada por la necesidad de crear una estructura más robusta que pudiera respaldar la creciente comunidad de desarrolladores de JavaScript y los proyectos asociados. Desde su creación, la Fundación ha trabajado para consolidar su papel como un líder en el ecosistema de JavaScript, apoyando tanto a proyectos existentes como a nuevas iniciativas.

## Objetivos y Misión
La misión de la Fundación OpenJS se centra en:
- Proporcionar un hogar neutral: La Fundación busca ofrecer un entorno seguro y colaborativo para proyectos de código abierto, donde se respeten principios comunes de gobernanza técnica y responsabilidad.

- Sostenibilidad a largo plazo: Se enfoca en garantizar la viabilidad a largo plazo de los proyectos y del ecosistema en su conjunto, facilitando recursos y apoyo a las comunidades de desarrolladores.

- Fomento de la adopción de JavaScript: La Fundación promueve el uso y desarrollo de tecnologías JavaScript a nivel mundial, apoyando su integración en diversas plataformas y aplicaciones.

## Proyectos
La Fundación OpenJS alberga varios proyectos significativos que son fundamentales para el ecosistema de JavaScript, incluyendo:
- jQuery: Una de las bibliotecas más populares para la manipulación del DOM y la gestión de eventos.[2]

- Node.js: Node.js es un entorno de ejecución de código JavaScript basado en el motor V8 de Google Chrome. A diferencia de otros entornos de JavaScript que se ejecutan del lado del cliente en un navegador web, Node.js se utiliza para ejecutar código JavaScript del lado del servidor.[3]

- Webpack: Webpack es un module bundler (empaquetador de módulos) de código abierto para JavaScript, diseñado para facilitar la gestión de dependencias y la optimización de aplicaciones web modernas. Su principal función es agrupar archivos de JavaScript y otros recursos, como CSS e imágenes, en un solo archivo o en varios archivos optimizados, lo que mejora la eficiencia y el rendimiento de las aplicaciones web.[4]

- QUnit: es un framework de pruebas unitarias para JavaScript que permite a los desarrolladores verificar el funcionamiento de su código de manera efectiva. Originalmente desarrollado por el equipo de jQuery, QUnit se ha convertido en una herramienta esencial en el ámbito del desarrollo web, especialmente en proyectos que utilizan jQuery, jQuery UI y jQuery Mobile.[5]

- Electron: un framework de código abierto que permite a los desarrolladores crear aplicaciones de escritorio multiplataforma utilizando tecnologías web como JavaScript, HTML y CSS. Originalmente desarrollado por GitHub, Electron combina el motor de renderizado Chromium y el entorno de ejecución Node.js, lo que permite a los desarrolladores construir aplicaciones que funcionan en sistemas operativos como Windows, macOS y Linux sin necesidad de experiencia en desarrollo nativo.[6]

- Dojo: es un framework de desarrollo de aplicaciones web que proporciona un conjunto de herramientas y bibliotecas para facilitar la creación de aplicaciones interactivas y ricas en funcionalidades. Dojo se centra en la modularidad, la reutilización de código y la compatibilidad con múltiples navegadores, lo que lo convierte en una opción popular para desarrolladores que buscan construir aplicaciones web complejas.[7]

- Appium: es una herramienta de automatización de código abierto que permite ejecutar scripts y realizar pruebas en aplicaciones móviles nativas, aplicaciones web móviles y aplicaciones híbridas en plataformas Android e iOS. Utiliza un enfoque basado en el WebDriver, lo que facilita la interacción con las aplicaciones de manera similar a como lo haría un usuario real.[8]

## Financiamiento y Apoyo
La Fundación OpenJS ha recibido apoyo financiero significativo de diversas organizaciones y gobiernos. En mayo de 2023, el **Sovereign Tech Fund** anunció una inversión de 875,000 euros en la Fundación, lo que representa la mayor inversión gubernamental de una sola vez en su historia. Esta inversión está destinada a mejorar la infraestructura de los proyectos de la Fundación, implementar programas de mantenimiento y seguridad, y desarrollar políticas que respalden el ecosistema de JavaScript a nivel global.
La Fundación OpenJS juega un papel crucial en el desarrollo y la sostenibilidad del ecosistema de JavaScript. Al proporcionar un hogar neutral para proyectos clave y fomentar la colaboración entre desarrolladores, la Fundación contribuye a la evolución continua de las tecnologías web. A medida que el panorama digital sigue cambiando, la Fundación OpenJS se compromete a apoyar la innovación y el crecimiento de la comunidad de JavaScript en todo el mundo.